# It Heidenskip
It Heidenskip is een dorp en (polder)streek in de gemeente Súdwest-Fryslân, in de Nederlandse provincie Friesland. In het Nederlands wordt het ook wel Heidenschap of Het Heidenschap genoemd. It Heidenskip ligt tussen Heeg en Workum, ten noordoosten van Koudum. Het dorp ligt aan de Heidenschapstervaart die uitmondt in het Hofmeer en de Fluessen, wat ten zuiden van het dorp is gelegen. Het dorp is ontstaan uit de buurtschap Brandeburen. In 2023 telde het dorp 325 inwoners.

## Geschiedenis
Er lagen in de streek Het Heidenschap van oorsprong geen woonplaatsen. De streek was een wild begroeid land met spaarzame bebouwing. In 1511 werd het gebied geduid als Heijdenscip en  Heijdenscop, in 1621 als Heydenschapen in 1718 als It Heidenschip. 
Bij de Stormvloed van 1825 liep het gebied grotendeels onder water waardoor er veel schade ontstond.
In de 19e eeuw stonden er een tweetal scholen in het gebied, bij de Oude School zijn in 1851 nog eens twee gebouwen ingetekend op de atlas van Eekhoff. Hieruit heeft de buurtschap Brandeburen zich ontwikkeld in de tweede helft van de 19e eeuw.
Rond 1862 zou er sprake geweest zijn van grote brand in de jonge buurtschap waarbij een aantal nieuwe panden verloren zouden zijn gegaan. Brandeburen ontwikkelde zich langs de Heidenschapstervaart.

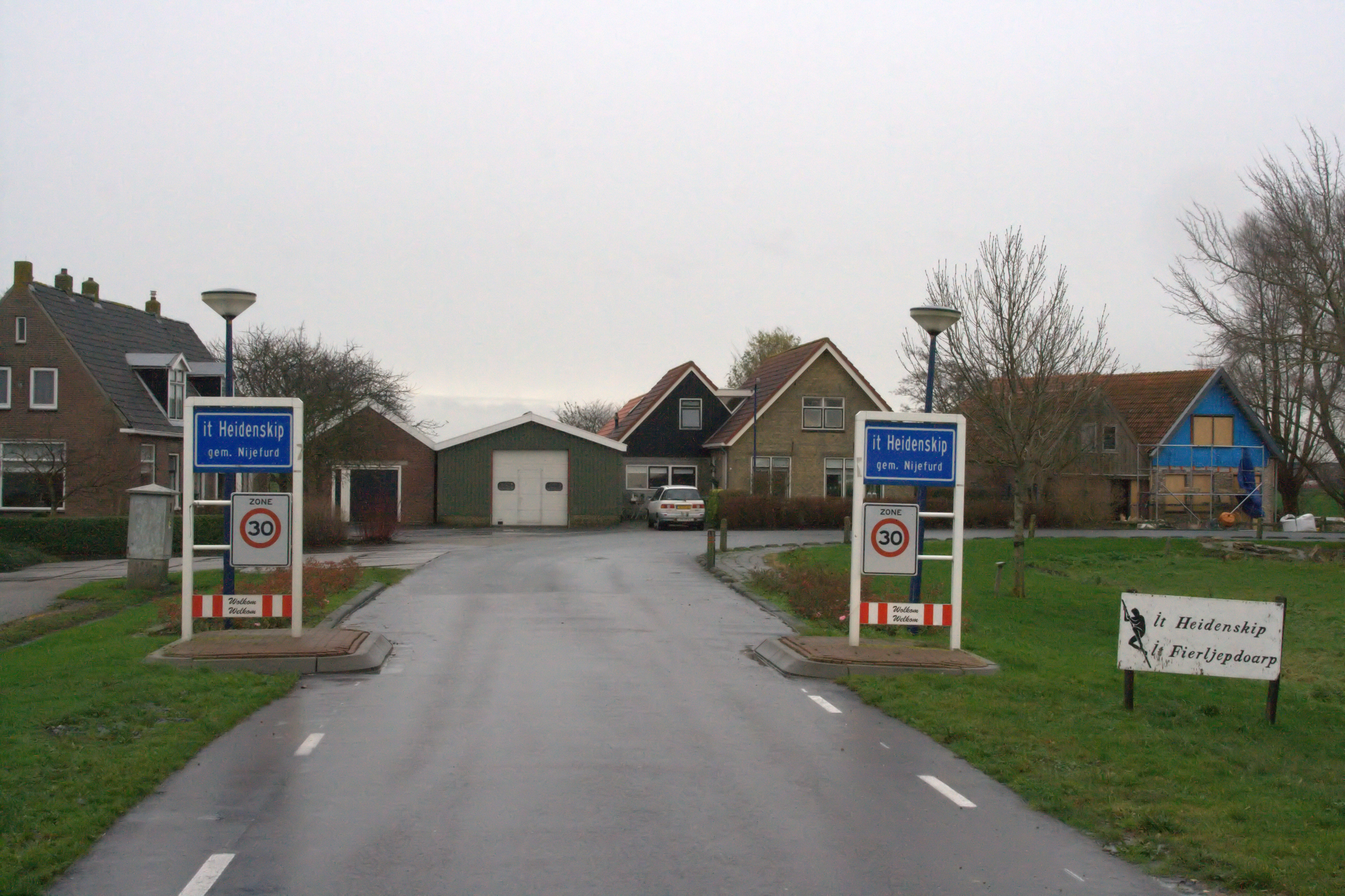
Plaatsnaamborden met it Heidenskip

Per 1 (of 18) augustus 1979 werd het gehele gebied een zelfstandig dorp, zonder een echte officiële naam, die ging per 1 december 1979 in, met de Friestalige naam It Heidenskip, waarbij toen geen Nederlandstalige naam is vastgesteld. In 1984 kwam het dorp bij de gemeentelijke herindeling te liggen in de gemeente Nijefurd. In 2011 is deze opgegaan in de gemeente Súdwest-Fryslân.
Opvallend was dat de gemeente Nijefurd de spelling it Heidenskip hanteerde onder andere op de plaatsnaamborden. Dit werd bij de nieuwe gemeente aangepast, zodat er sindsdien It Heidenskip op de plaatsnaamborden staat.

## Kerken

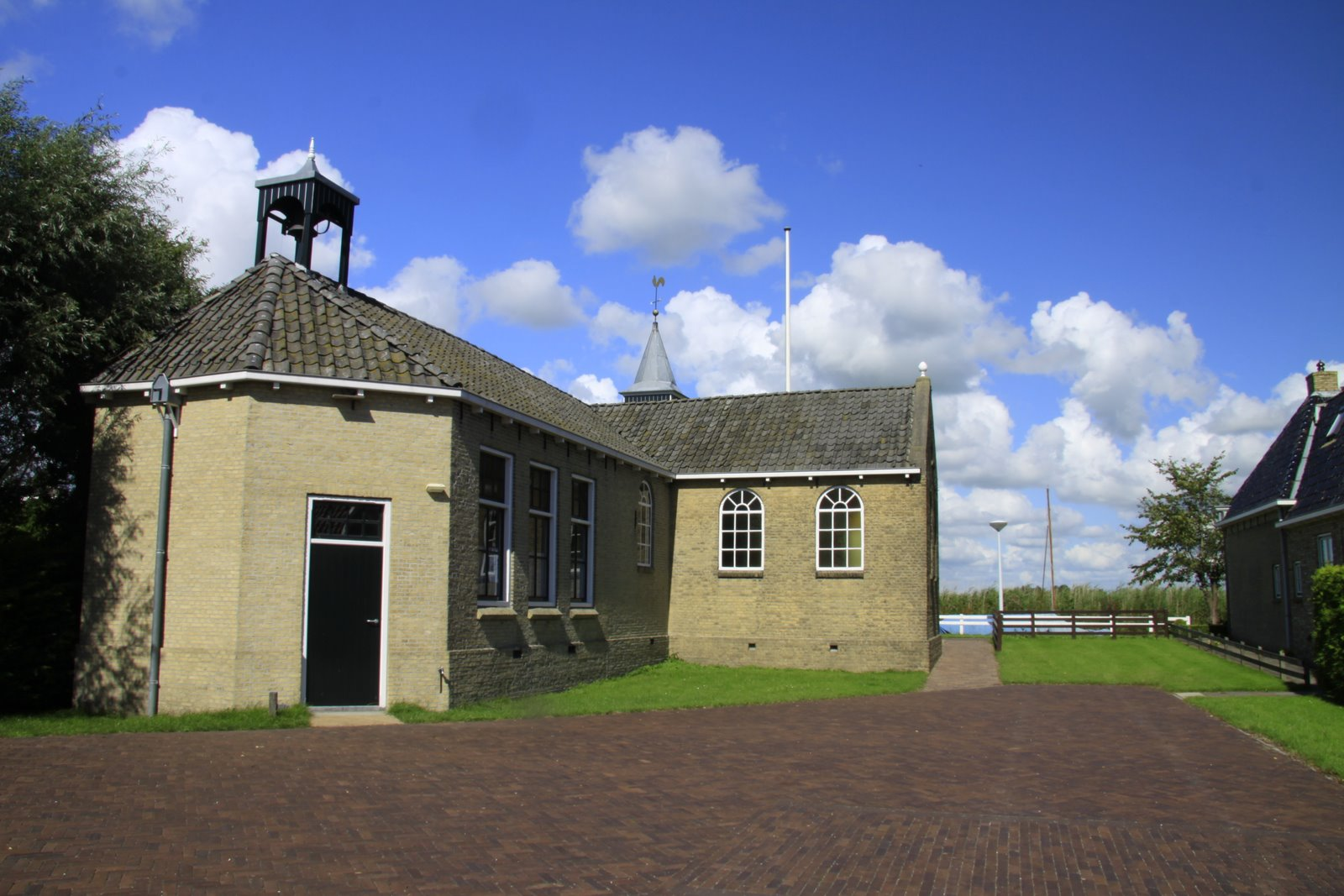
De Hervormde kerk

Het Heidenschap heeft meerdere kerken gehad. De oudste bekende kerk is de Sint Ursula, gebouwd in 1389 in het gebied. Op een oude afbeelding wordt gezegd dat het een klooster is maar het betrof een kerk, met de kerktoren tussen twee andere gebouwen in, en een toegangspoort. Later is de kerk vervangen door een boerderij, die naam droeg van de kerk. In 1884 vervangen door een nieuwe boerderij, die dezelfde naam kreeg. 
In de 19e eeuw kende het een tweetal kerken, een Baptistenkerk en de Hervormde Kerk. Die laatste was opgericht wegens de komst van de andere kerk. De Baptistenkerk was opgericht in een timmerschuur. In 1903 werd het de Gereformeerde Kerk. Deze werd later nog verbouwd maar in 1984 werd de laatste dienst gehouden. Daarna werd het omgebouwd tot een woning.
De hervormde kerk dateert uit 1880. De kerk is als enige overgebleven. Kerkelijk kwam Het Heidenschap in 1902 al geheel onder Workum te vallen. Zo werden de twee toen bestaande kerken ook de plek waar getrouwd en gedoopt kon worden. In 2004 werd de protestantse gemeente in het dorp zelfstandig, sindsdien Protestantse Gemeente It Heidenskip geheten.

## Molens

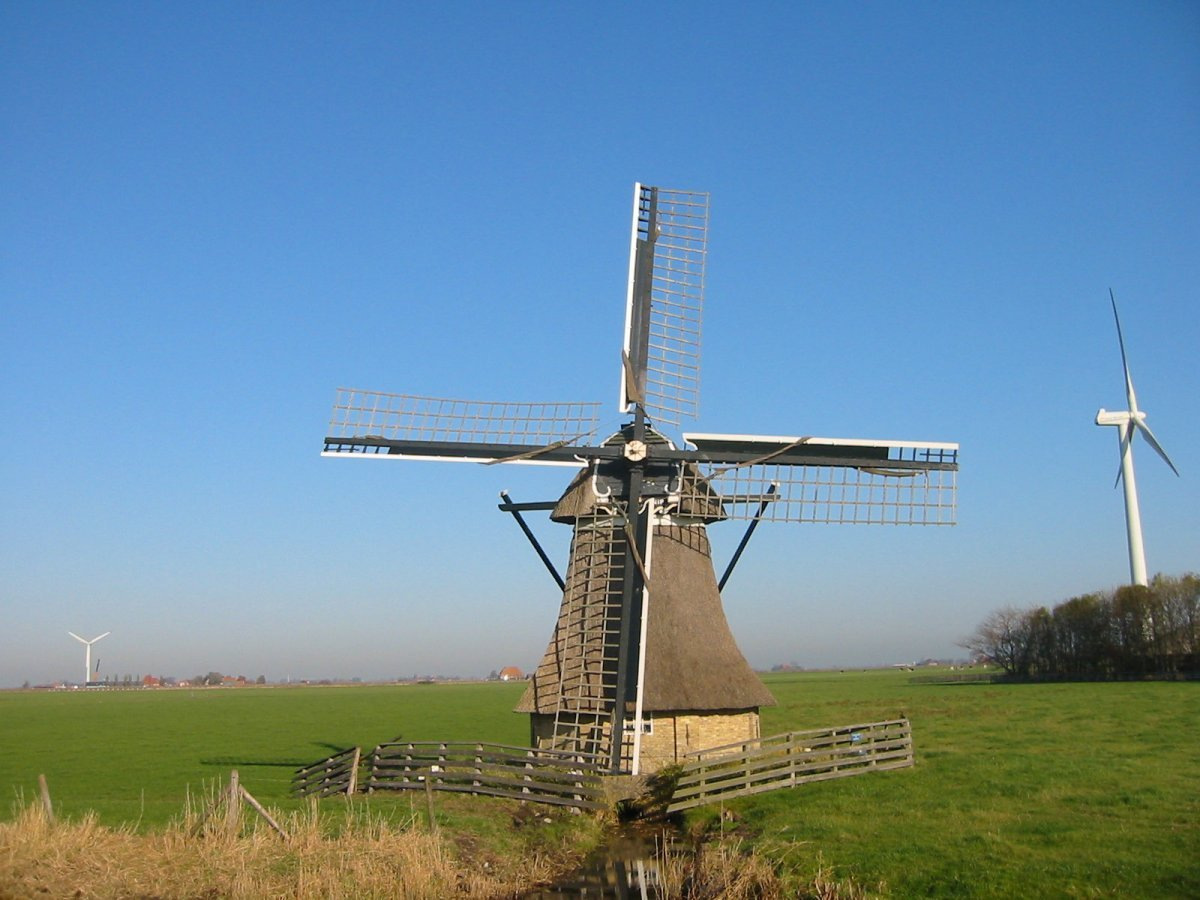
Molen De Snip

In het dorp en de polderstreek staan een drietal molens. In het zuidwesten van de polder staat De Skarmolen, een rond 1920 gebouwde Amerikaanse windmotor. Vlak bij Workum staat De Snip, een achtkante windmolen van het type grondzeiler. Deze poldermolen dateert ergens uit de 19e eeuw. En nabij het Zandmeer staat de poldermolen Tjasker It Heidenskip, een maalvaardige paaltjasker uit 1915.
De molens zijn samen met de boerderij St. Ursula, met een zomerhuis, de rijksmonumenten van It Heidenskip.

## Sport
Het gebied is vooral bekend vanwege het fierljeppen en heeft sinds 1980 de fierljepvereniging It Heidenskip. Verder heeft het dorp de volleybalvereniging HVV, een touwtrekvereniging It Heidenskip en een sloeproeivereniging It Heidenskip.

## Cultuur

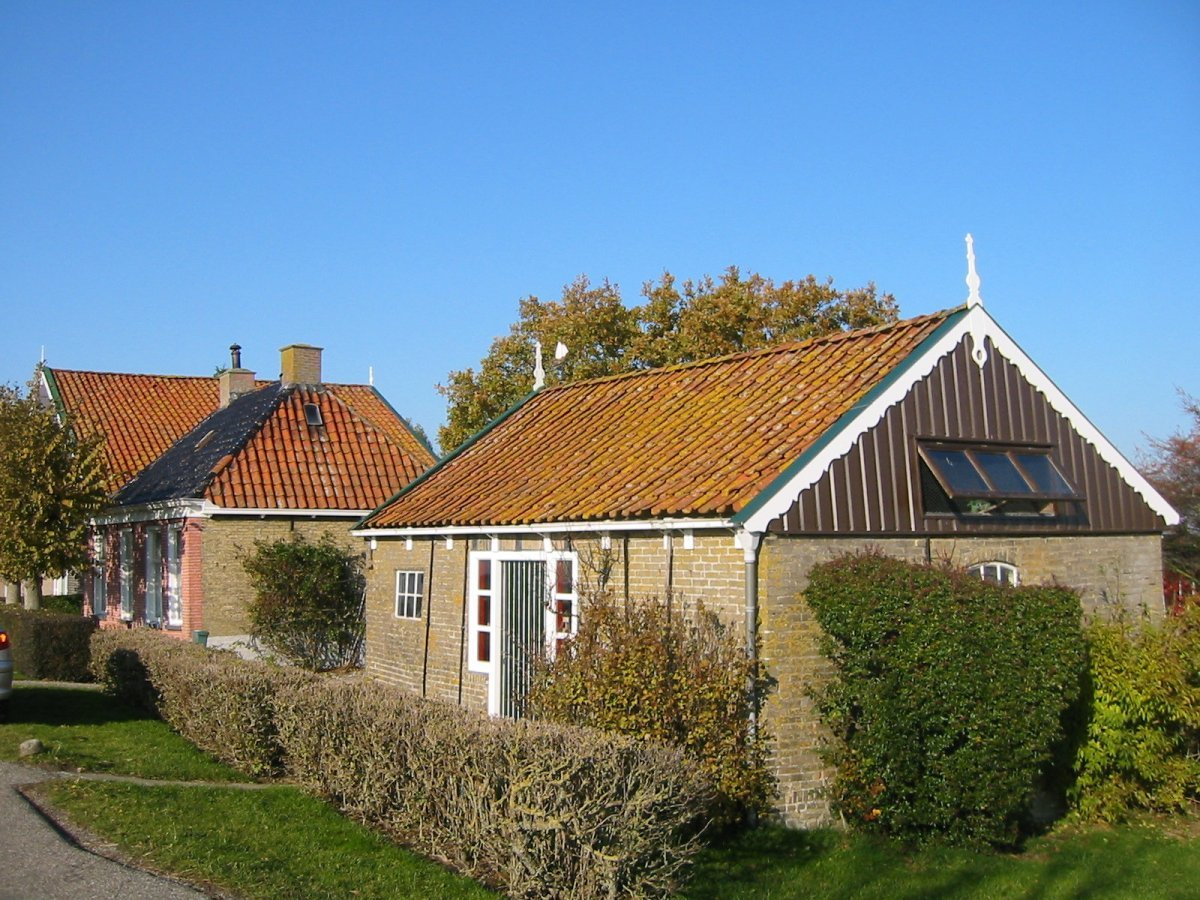
Bewoning van It Heidenskip

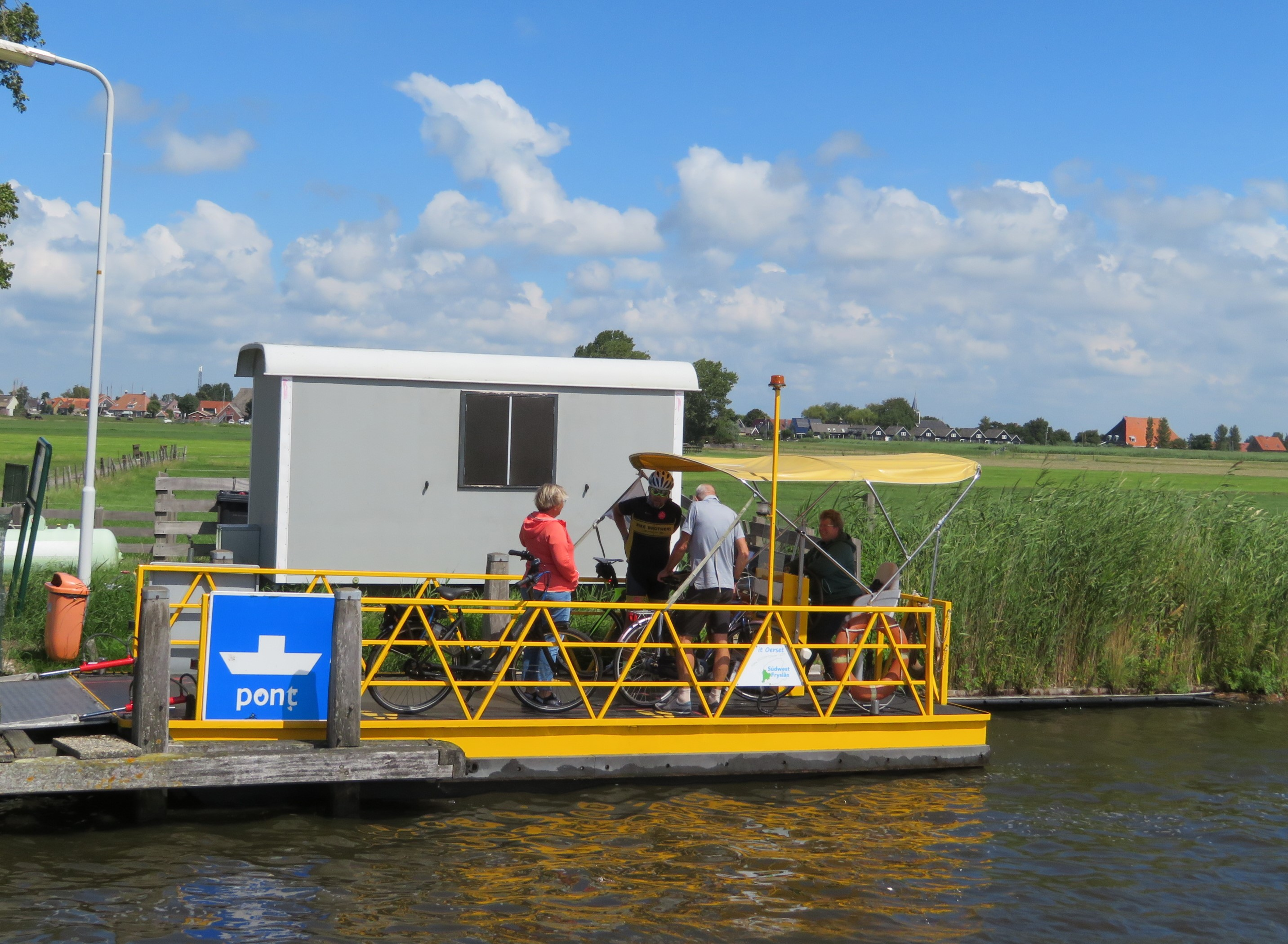
Veerpontje over de Yntemasloot

Het dorp heeft sinds 1961 een dorpshuis, It Swaeigat geheten. De muziekvereniging en fanfare Studio bestaat sinds 1898. Studio komt uit in de derde divisie. Het orkest van de vereniging treedt op tijdens kerkdiensten, festivals en concoursen. Verder is er in het dorp een toneelvereniging Yn it oare fel.

## Bevolkingsontwikkeling
| 1956 | 2000 | 2001 | 2002 | 2003 | 2004 | 2011 | 2018 | 2019 | 2021 | 2023 |
| ---- | ---- | ---- | ---- | ---- | ---- | ---- | ---- | ---- | ---- | ---- |
| 655^ | 367  | 371  | 373  | 374  | 375  | 362  | 330  | 340  | 330  | 325  |

^ Twee gemeenten

## Geboren in It Heidenskip
- Klaas van der Meulen (1907-1973), skûtsjeschipper en eerste winnaar van het kampioenschap van het SKS

## Overleden in It Heidenskip
- Frits Fentener van Vlissingen (1933-2006), zakenman